# كيف تأكل الديدان المقلية (فلم)
كيف تأكل الديدان المقلية (بالإنجليزية: How to Eat Fried Worms) فيلم أمريكي كوميدي من إخراج بوب دولمان صدر في 25 أغسطس 2006 .

## روابط خارجية
- How to Eat Fried Worms at Walden Media Fans (Forum)
- مقالات تستعمل روابط فنية بلا صلة مع ويكي بيانات